# Exmouth-Golf
Der Exmouth-Golf (englisch Exmouth Gulf) ist ein Golf im Nordwesten Australiens im Bundesstaat Western Australia. Der Golf befindet sich am North West Cape an der Hauptküstenlinie von Western Australia.

## Namen
Bereits im Jahre 1618 kam Kapitän Lenaert Jacobszoon von der Niederländischen Ostindien-Kompanie und der Supercargo Willem Janszoon in diese Gegend und im Jahr 1818 kam Phillip Parker King an den Golf und benannte die Halbinsel North West Cape wie auch den Exmouth-Golf nach einem britischen Viscount.

## Umwelt
Der Exmouth-Golf führt eine reiche marine Umwelt, in der sich die Geburtsplätze von Buckelwal, Dugong und Schildkröte befinden. Das Mangrovensystem im Osten und das Ningaloo Reef im Golf bilden gute Voraussetzungen für optimale Umwelt- und Lebensbedingungen der Tierwelt.
Als geplant wurde, eine Salzgewinnung entlang der südwestlichen Küstenlinie aufzubauen, gab es heftige Proteste von australischen Umweltschützern. Die Pläne hierfür erstreckten sich über ein Gebiet von 411 km² mit einer Länge von 70 km und im Inland 10 km entfernt von der Küste. Diese Pläne wurden im Februar 2010 wegen des starken anhaltenden öffentlichen Widerstands aufgegeben.
Im Golf und in den küstennahen Gewässern, außer am Ningaloo Reef, können Sportfische, wie Marline, Torpedo-Makrelen (Scomberomorus commerson) und Thunfische befischt werden. Im Golf befindet sich die größte Krabbenfischerei Australiens, die Kailis Fishing Group, die durch die australische Regierung von Western Australia hierzu lizenziert ist.
Der Golf ist Teil des North West Shelf und des Canningbeckens, einem geologischen Sedimentbecken.
Im Zweiten Weltkrieg betrieb die US Navy auf australischem Boden im Exmouth-Golf eine U-Boot-Versorgungstation, den Flugplatz Learmont unweit von Exmouth und Radaranlagen. Am 20. und 21. Mai 1942 kam es zu japanischen Luftangriffen auf die militärischen Anlagen.